# Casabianca (S603)
El Casabianca (S603) es un submarino de ataque de propulsión nuclear de la clase Rubis (Barracuda) en servicio con la Marine Nationale.
Fue fabricado por el ente estatal DCN en las instalaciones de Cherburgo-en-Cotentin. Fue asignado en 1987 permaneciendo en servicio actualmente. Junto a toda su clase, el Casabianca será reemplazado por los submarinos de la clase Suffren.